# Geoff Johns
Geoffrey Johns (ur. 25 stycznia 1973) – amerykański scenarzysta komiksowy, producent filmowy i telewizyjny. W roku 2010 został powołany na stanowisko Dyrektora Kreatywnego DC Entertainment, a w latach 2016–2018 był także prezesem tej firmy. Do jego najważniejszych dzieł należą tytuły z takimi superbohaterami DC Comics, jak Green Lantern, Aquaman, Flash i Superman.
W 2018 roku zrezygnował z funkcji kierowniczej DC Entertainment i otworzył własną firmę Mad Ghost Productions, która zajmuje się pisaniem i produkcją filmów, programów telewizyjnych i komiksów na podstawie postaci DC. Produkcje telewizyjne, które współtworzył, to m.in. seriale Blade, Smallville, Arrow i The Flash. Był współproducentem filmu Green Lantern (2011) oraz producentem Justice League (2017). Współtworzył scenariusze do filmów Aquaman (2018) oraz Wonder Woman 1984 (2020).

## Początki
Geoff Johns urodził się 25 stycznia 1973 r. w Detroit w stanie Michigan. Dorastał na przedmieściach Grosse Pointe i Clarkston. Jako dziecko, Geoff wraz z bratem poznał komiksy dzięki pudłu z zeszytami przedstawiającymi przygody takich postaci, jak The Flash, Superman, Green Lantern czy Batman z lat 1960 i 1970, które znaleźli na strychu swojej babci. Johns zaczął kupować komiksy w sklepie z komiksami w Traverse City. Pamięta, że pierwsze nowe komiksy, które kupił, to Kryzys na Nieskończonych Ziemiach #3 lub 4 oraz The Flash #348 lub 349. Po ukończeniu Clarkston High School w 1991 r. studiował sztuki medialne, scenopisarstwo, produkcję filmową i teorię filmu na Michigan State University. Ukończył Michigan State w 1995 r., a następnie przeniósł się do Los Angeles w Kalifornii.

## Kariera
W Los Angeles, Johns bez uprzedzenia zadzwonił do biura dyrektora Richarda Donnera z pytaniem o staż, następnie był przekierowywany do różnych osób, a w końcu Donner przez przypadek odebrał telefon, co doprowadziło do rozmowy i stażu. Johns zaczął od pomaganiu przy pisaniu scenariuszy, a po około dwóch miesiącach został zatrudniony na stanowisku asystenta produkcji Donnera, którego Johns uważa za swojego mentora.
Pracując nad produkcją filmu Teoria spisku Donnera z 1997 roku, Johns odwiedził Nowy Jork, gdzie spotkał się z pracownikami DC Comics, w tym z Eddiem Berganzą, co ponownie obudziło w nim dziecięce zainteresowanie komiksem.
Berganza zaprosiła Johnsa na wycieczkę po biurach DC Comics i poprosił go o przedstawienie swoich pomysłów, więc rok później Johns przedstawił swój pomysł na Stars and S.T.R.I.P.E. wydawcy Chuckowi Kimowi. Johns oczekiwał, że pisanie komiksów będzie jego zajęciem dodatkowym dopóki nie poznał Davida Goyera i Jamesa Robinsona, którzy pracowali nad JSA. W roku 2000, po przyjrzeniu się Stars and S.T.R.I.P.E., Robinson zaproponował Johnsowi współtworzenie scenariuszy do JSA. W tym samym roku Johns stał się regularnym pisarzem serii The Flash (zaczynając od numeru 164).
W 2000 roku, wraz z Benem Raabem, współtworzył limitowaną serię Beast Boy, a w 2002 roku, wraz z Pasqualem Ferrym, stworzył story arc Return to Krypton w serii o Supermanie. Po napisaniu The Avengers vol. 3 #57–76 i Avengers Icons: The Vision #1–4 dla Marvel Comics, Johns nadzorował wydawniczy powrót komiksów z serii Hawkman oraz Teen Titans.
Jako scenarzysta miniserii Green Lantern: Rebirth, Johns był odpowiedzialny za powrót Hala Jordana w 2005 roku. Był też autorem limitowanej serii Infinite Crisis, będącej kontynuacją Kryzysu na Nieskończonych Ziemiach z 1985 r. W latach 2006–2007 Johns był jednym z pisarzy, obok Marka Waida, Granta Morrisona i Grega Rucki, piszących scenariusze dla cotygodniowej serii 52.
W 2006 roku Johns i Kurt Busiek współtworzyli wątek zatytułowany Up, Up and Away w ramach serii Superman oraz Action Comics. W roku 2007 Johns stał się głównym autorem wątku Sinestro Corps War w komiksie Green Lantern. Wraz z artystą Shane’em Davisem napisał one-shota Rage of the Red Lanterns w ramach Final Crisis i współpracował z Garym Frankiem przy tworzeniu Action Comics. Johns i Frank stworzyli wątek Brainiaca, w którym przybrany ojciec Supermana, Jonathan Kent, został zamordowany i od nowa opowiedzieli historię pochodzenia Supermana w komiksie z 2009 roku Secret Origin. W tym samym roku Johns współpracował z artystą Ethanem Van Sciverem nad miniserią The Flash: Rebirth, która skupiła się na powrocie Barry’ego Allena jako Flasha i napisał limitowaną serię Blackest Night.

## Prezes i Dyrektor Kreatywny DC Entertainment oraz założenie Mad Ghost Productions
18 lutego 2010 r. Johns został mianowany Dyrektorem Kreatywnym DC Entertainment – stanowisko to zostało stworzone w związku z rozszerzeniem marki DC Comics na inne platformy medialne. Johns stwierdził, że sprawowanie tego stanowiska nie wpłynie na jego pisarstwo. Następnie, wraz z Peterem Tomasim, współtworzył serię Brightest Day. Wraz z Marvem Wolfmanem był głównym twórcą DC Universe Online, gry MMORPG wydanej w 2011 r.
We wrześniu 2011 roku, po zakończeniu miniserii oraz wątku Flashpoint, DC Comics uruchomiło Nowe DC Comics, w ramach którego wydawnictwo anulowało wszystkie tytuły superbohaterskie i wznowiło 52 nowe serie z numerami #1. Wraz z rysownikiem Jimem Lee, współwydawcą DC Comics, Johns wydał nową serię Justice League..
Johns i Gary Frank współtworzyli powieść graficzną Batman: Earth One, z której wydarzenia mają miejsce poza głównymi wątkami komiksów o Batmanie, wydaną w połowie 2012 r. Była ona pierwszą z serii powieści graficznych mających na celu przedefiniowanie postaci Batmana. W 2013 r., po dziewięciu latach pisania Green Lantern, Johns zakończył swój run na numerze 20 serii New 52, który ukazał się 22 maja 2013 r.
W 2017 roku Johns i Gary Frank zaczęli prace nad limitowaną serią Doomsday Clock, w której pojawiły się postacie zarówno z dotychczasowego Uniwersum DC, jak i ze Strażników. Johns i Richard Donner współtworzyli rozdział The Car jubileuszowego komiksu Action Comics nr 1000 (czerwiec 2018), narysowany przez Oliviera Coipela.
W czerwcu 2018 roku Johns zrezygnował z funkcji kierowniczej w DC Entertainment i rozpoczął współpracę z Warner Bros. i DC Entertainment, jako scenarzysta i producent. Założył Mad Ghost Productions, firmę zajmującą się tworzeniem filmów, programów telewizyjnych i komiksów w oparciu o postaci DC Comics.
Od 2021 roku publikowana była stworzona z Garym Frankiem i Bradem Andersonem seria Geiger, której pierwsze zeszyty w wydaniach zbiorczych opublikował Mad Ghost (imprint Image Comics) w 2021 i ponownie Ghost Machine (imprint Image Comics) w 2024 (Deluxe Edition), a w polskim wydaniu – Nagle! w 2023.

## Film
Johns był koproducentem i konsultantem kreatywnym przy filmie Green Lantern z 2011 roku w reżyserii Martina Campbella, z Ryanem Reynoldsem w roli głównej.
Johns był producentem wykonawczym filmu z 2016 r. Batman v Superman: Świt sprawiedliwości z 2016 roku. Po negatywnym przyjęciu filmu, Johns i Jon Berg zostali wyznaczeni do wspólnego prowadzenia DC Extended Universe i nowo powstałego oddziału Warner Bros., DC Films, w maju 2016 roku. Byli producentami filmu Liga Sprawiedliwości z 2017 r. Ponadto, Johns współtworzył historię dla Aquamana z Jamesem Wanem i Williem Beallem, współtworzył historię Green Lantern Corps z Davidem str. Goyerem oraz współtworzył film Wonder Woman 1984 z Patty Jenkins i Davidem Callahamem. W styczniu 2018 r., po tym jak film Liga Sprawiedliwości osiągnął słabe wyniki sprzedaży biletów, Jon Berg został zastąpiony przez Waltera Hamadę na stanowisku dyrektora DC Films, przy czym Johns nadal współpracuje z Hamadą nad przyszłymi produkcjami.

## Telewizja
W 2008 roku Johns napisał jedenasty odcinek ósmego sezonu serialu Tajemnice Smallville, zatytułowany Legion, w którym przedstawił trzech głównych członków Legionu Superbohaterów. W 2009 roku, podczas San Diego Comic-Con, ogłosił, że pisze kolejny odcinek Smallville, zatytułowany Society, oparty na Justice Society of America. Sukces pierwszego odcinka i ambitny charakter kolejnego pozwoliły producentom na przekształcenie go w dwuczęściową opowieść, która została później wyemitowana pod tytułem Absolute Justice.
W 2012 r. Johns został scenarzystą serialu Arrow opowiadającym o pochodzeniu postaci Green Arrow. Pierwszym odcinkiem, nad którym pracował, był ten zatytułowany Muse of Fire w pierwszym sezonie. W tym samym sezonie Johns napisał szesnasty odcinek, zatytułowany Dead to Rights, który został wyreżyserowany przez częstego współpracownika Johnsa, Glena Wintera.
W lipcu 2018 r. Johns zapowiedział, że zamierza napisać i zrealizować serial telewizyjny w ramach Uniwersum DC o Courtney Whitmore, stworzonej przez siebie postaci, zatytułowany Stargirl, którego premiera miała miejsce w 2019 r.